# 康和 (日本)
康和（1099年9月15日~1104年3月8日）是日本的年號之一。使用這個年號的天皇是堀河天皇，由白河上皇實施院政。

## 改元
- 承德三年八月二十八日（1099年9月15日）改元康和。
- 康和六年二月十日（1104年3月8日）改元長治。

## 出處
- 崔寔《政論》

## 紀年、西曆、干支對照表
| 康和 | 元年   | 二年   | 三年   | 四年   | 五年   | 六年   |
| 公元 | 1099年 | 1100年 | 1101年 | 1102年 | 1103年 | 1104年 |
| 干支 | 己卯   | 庚辰   | 辛巳   | 壬午   | 癸未   | 甲申   |

## 腳註
- ^ 日語維基百科版認爲出處在崔寔《政論》：「四海康和，天下周樂」。